# 타이페이 스토리
《타이페이 스토리》(靑梅竹馬, Taipei Story)는 대만에서 제작된 에드워드 양(양덕창) 감독의 1985년 드라마 영화이다. 허우샤오셴과 차이친이 주연으로 출연하였다. 2017년 디지털 리마스터링작업이 진행되었고, 2019년 뒤늦게 한국에서 극장개봉되었다.

## 출연
- 허우샤오셴
- 차이친

## 영화 정보
- 대만에서는 1985년 개봉되었고, 2017년 7월 디지털 리마스털 버전이 다시 공개되었다.[2] 한국에서는 2019년 11월 7일 디지털 리마스터링버전으로 개봉되었다.